# Facelina rubrovittata
Facelina rubrovittata is een slakkensoort uit de familie van de Facelinidae. De wetenschappelijke naam van de soort is voor het eerst geldig gepubliceerd in 1866 door Costa A..